# Aromás vegyületek
Az aromás vegyületek olyan telítetlen, gyűrűs vegyületek, melyekben váltakoznak a gyűrűt alkotó atomok közötti egyes és kettős kötések, és a molekula stabilitása nagyobb, mint ami e kötésekből következne.
|                                          |                                                      |
| A legfontosabb aromás vegyület: a benzol | Példa nem benzoid aromás monociklusra: a (18)annulén |
|                                          |                                                      |
| Példa heteroaromás vegyületre: a pirrol  | Példa aromás policiklusra: a naftalin                |

A Hückel-szabály szerint aromás minden olyan monociklusos síkalkatú vegyület, amelyben
- mindegyik atomnak van a gyűrű síkjára merőleges p-pályája
- a π-elektronok száma 4n+2 (n=0, 1, ...).

Aromásnak tekintjük azokat a vegyületeket is, amelyekben az aromás vázhoz alkil-, alkenil- vagy alkinilcsoportok kapcsolódnak.
Az aromás elnevezés a görög aróma (αρωμα: illat, zamat) szóból származik. Az először vizsgált aromás vegyületeket növényekből vonták ki, és ezeknek jellegzetes illatuk volt (benzil-alkohol, benzaldehid, toluol).
Az aromás vegyületeket négy csoportra osztjuk:
1. benzoid vegyületek (a benzol és származékai)
2. nem benzoid monociklusok
3. heteroaromás vegyületek
4. policiklusok (több kondenzált gyűrűből álló aromás vegyületek)